# Paul Potts
Paul Potts (nascut el 13 d'octubre de 1970 a Bristol), és un tenor anglès que es va fer popular a tot el món gràcies a la seva victòria el 2007 en el concurs de la televisió anglesa Britain's Got Talent interpretant àries i sorprenent tant el jurat com el públic. Potts, que treballava venent mòbils a The Carphone Warehouse, va passar de la nit al dia a ser un fenomen de masses al Regne Unit. Resideix a Port Talbot, al sud de Gal·les.

## Discografia

### Àlbums
- 2007 One Chance
  - #1 (UK, Irlanda, Corea del Sud, Noruega, Dinamarca, Suècia, Hong Kong, Nova Zelanda, Austràlia, Canadà, Colòmbia, Mèxic, Alemanya)
- 2007 One Chance Christmas Edition
- 2009 Passione
- 2010 Cinema Paradiso

### Singles
- 2007 "Nessun dorma" 
  - #100 (UK), #2 (Taiwan)

### Altres
- 2012 Renaissance (#7 Sen no Kaze ni Natte - Emiri Miyamoto)